# Corrales (Novo México)
Corrales é uma vila localizada no estado americano de Novo México, no Condado de Bernalillo e Condado de Sandoval.

## Demografia
Segundo o censo americano de 2000, a sua população era de 7334 habitantes.
Em 2006, foi estimada uma população de 7893, um aumento de 559 (7.6%).

## Geografia
De acordo com o United States Census Bureau tem uma área de 29,2 km², dos quais 27,8 km² cobertos por terra e 1,4 km² cobertos por água.

## Localidades na vizinhança
O diagrama seguinte representa as localidades num raio de 12 km ao redor de Corrales.